# Légion lettone
La Légion lettone (letton : Latviešu leģions) est une unité de la Waffen-SS créée en janvier 1943, pendant la Seconde Guerre mondiale. À l'origine formée de volontaires, elle a rapidement intégré une majorité de conscrits lettons. L'unité prend part aux opérations d’extermination des juifs de Lettonie et est impliquée dans divers crimes de guerre en Union soviétique. Elle a été dissoute en mai 1945 lors de la capitulation allemande, faisant partie des dernières unités à se rendre.
Elle était composée de deux divisions :
- la 15e division SS (lettone no 1) administrativement subordonnée au VIe corps d'armée SS, souvent positionné en réserve ou à la disposition du XXXXIII corps d'armée ;
- la 19e division SS (lettone no 2).

## Création
Sur ordre d'Hitler à la suite de la demande d'Heinrich Himmler, la Légion Lettone est créée en janvier 1943. Les unités fondamentales de l'unité étaient divers bataillons de la police lettone, formées en 1941 pour exécuter des missions sécuritaires et opéraient sur le Front de l'Est sous le commandement de la Wehrmacht. Peu à peu, des collaborateurs lettons rejoignirent la Légion.

## Postérité
La Journée du Légionnaire fêtée le 16 mars à Rīga commémore la défaite de l'armée rouge face à la Légion lettone le 16 mars 1944 sur la rivière Velikaïa. Son caractère officiel, instauré par le gouvernement letton en 1998, a été abrogé en 2000 face à la controverse internationale. La Journée continue cependant d’être commémorée par des organisations nationalistes. Le Conseil de l'Europe affirme que ces hommages sont de nature à « renforcer le racisme et l’antisémitisme » et que « toute tentative pour commémorer les personnes qui ont combattu dans la Waffen-SS et collaboré avec les nazis doit être condamnée ».
Le musée de l’Occupation de la Lettonie, une institution publique basée à Riga, célèbre la Légion lettonne comme une unité de résistance au communisme et occulte les crimes qui lui sont attribués.
Dans la commune de Zedelghem en Belgique, le parti d’extrême droite Vlaams Belang fait installer en 2018 une sculpture en hommage à la Légion lettonne. Baptisée De Letse Bijenkorf (« la ruche lettone »), cette ruche serait peuplée d’autant d’abeilles que de Lettons ayant séjourné à la fin de la guerre, dans le camp de prisonniers de guerre britannique voisin (Vloethemveld) où ont été détenues jusqu’à 100 000 personnes, dont 12 000 Lettons.